# Capilla de la Sagrada Familia (Santa Rosa de Osos)
La Capilla de la Sagrada Familia es un templo Cristiano Católico. Perteneciente a la Diócesis de Santa Rosa de Osos; ubicado en esta misma ciudad, antiguamente  era conocida con el nombre de Capilla del Orfanato, nombre que se conserva en la actualidad para algunos pobladores del municipio donde se ubica. Está dedicada como su nombre lo indica a la Sagrada Familia.
Está situada al lado del Instituto del Carmen, escuela e internado regentado por las Hermanas Terciarias Capuchinas de la Sagrada Familia, que a su vez regentan el templo; la capilla fue creada canónicamente por parte del excelentísimo Monseñor Miguel Ángel Builes en el año de 1926 como oratorio semipúblico.
La principal característica del templo está en su interior, finamente decorado con hermosas pinturas con escenas de la infancia de Jesús en el techo, y la pasión y muerte de Nuestro Señor Jesucristo en las paredes; esta monumental obra mural fue comenzada en el año de 1945 y tardó 10 años en completarse por parte del artista Salvador Arango Botero; razón por la cual es conocida como Pequeña Sixtina.

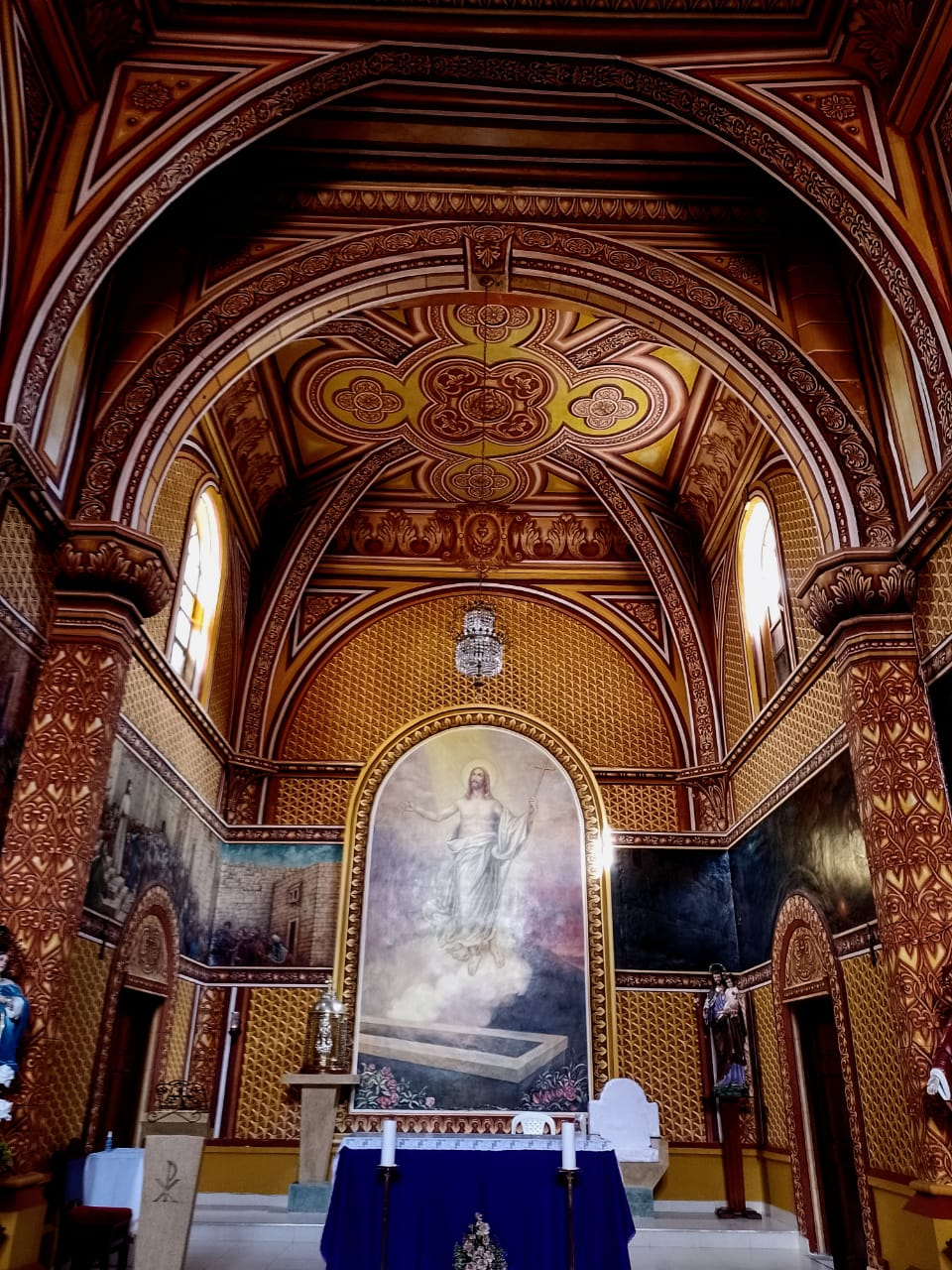
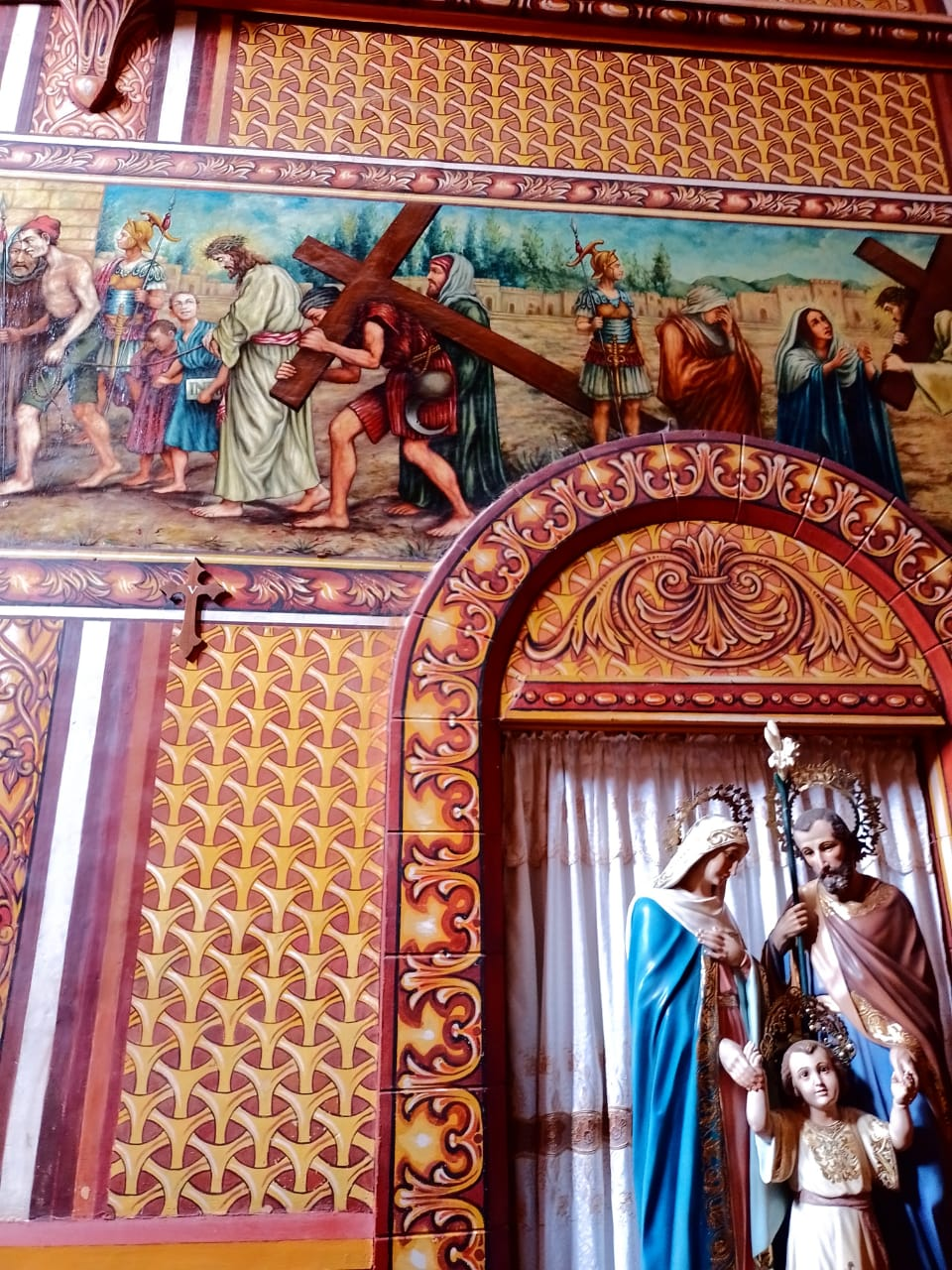
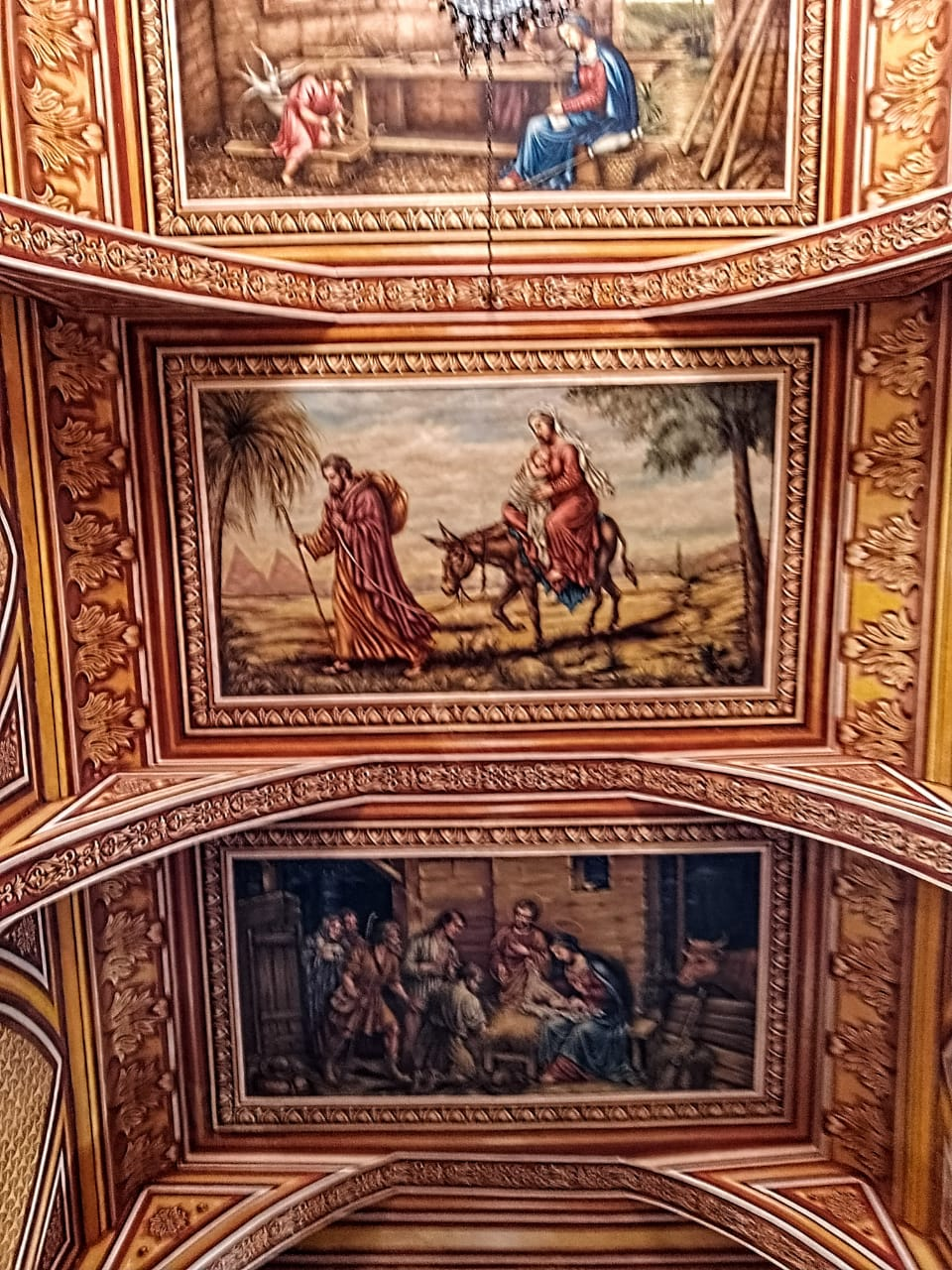

- Datos: Q25374226